# NGC 4019
NGC 4019 = IC 755 ist eine Balken-Spiralgalaxie vom Hubble-Typ SBb im Sternbild Haar der Berenike am Nordsternhimmel. Sie ist schätzungsweise 65 Millionen Lichtjahre von der Milchstraße entfernt und hat einen Durchmesser von etwa 45.000 Lichtjahren. Gemeinsam mit 95 weiteren Galaxien bildet sie die NGC-4486-Gruppe (LGG 289).

Im selben Himmelsareal befinden sich die Galaxien NGC 3996 und NGC 4037.
Die Typ-II-Supernova SN 1999an wurde hier beobachtet.
Das Objekt wurde im Jahr 1832 von dem britischen Astronomen John Herschel mit einem 18,7-Zoll-Teleskop entdeckt. Der Eintrag im Index Catalogue bezieht sich auf eine Beobachtung der vermutlich gleichen Galaxie durch den US-amerikanischen Astronomen Lewis Swift.